# Giulia Montalti
Giulia Montalti (18 agosto 1992) è una calciatrice italiana, difensore del Ravenna.

## Carriera
Dopo aver giocato per anni in Serie C vestendo la maglia rossoblu del Calcio Ponente di Cesenatico, nell'estate 2012 trova un accordo con il San Zaccaria che le offre l'opportunità di fare un doppio salto di categoria per giocare in Serie A2 nell'entrante stagione 2012-2013 con la casacca biancorossa della società ravennate. Inserita in rosa come titolare alla sua prima stagione contribuisce alla conquista nel secondo posto in classifica, l'ultima di Serie A2 che dopo la riforma del campionato italiano femminile di calcio lascerà il secondo livello alla Serie B, e finalmente la promozione al termine della stagione 2013-2014.
Veste la maglia biancorossa del San Zaccaria per le prime due stagioni della società in Serie A, impiegata 22 volte su 26 di campionato nella prima, più la partita di play-out vinta 2-1 sulle avversarie del Riviera di Romagna che consentono a lei e alla squadra di affrontare anche la stagione 2015-2016 nella massima serie del campionato italiano.
Durante il calciomercato estivo 2016 la società dichiara di aver ceduto Montalti con la formula del prestito alla squadra di calcio femminile della federazione sammarinese impegnata nel campionato italiano di Serie B.

## Palmarès
- Campionato italiano di Serie B: 1

San Zaccaria: 2013-2014